# 五家渠市
44°9′48.44″N 87°31′53.70″E / 44.1634556°N 87.5315833°E
五家渠市（維吾爾語：ۋۇجياچۈ شەھىرى‎，拉丁维文：Wujyachü Shehiri），是中华人民共和国新疆维吾尔自治区直辖的县级市，与新疆生产建设兵团第六师实行“师市合一”，位於新疆昌吉回族自治州境內。

## 主要历史
清乾隆二十二年（1757年），清朝平定准噶尔叛乱。次年，在迪化设都统。乾隆三十八年（1773年），改为迪化直隶州，今市域为其所辖。光绪十年（1884年），新疆设省，次年迪化州升为迪化府，同时增设迪化、昌吉等6县，该地为迪化县、昌吉县所辖。民国十七年（1928年），设立乾德县。在五家渠市设立前，五家渠地属乾德县（1954年乾德县更名米泉县，1996年米泉县改为米泉市）、昌吉县（1983年昌吉县改为昌吉市）的一部分。清末民初，杨、冯、杜等5户人家为种地从老龙河引出一条水渠，被称为“五家渠”，五家渠以此得名。
1949年1月，中国人民解放军新四旅改编为中国人民解放军第一野战军第二兵团步兵第六军十七师。10月，十七师挺进新疆，驻防迪化（今乌鲁木齐市）至伊犁地区一线。1953年1月至3月，驻疆部队划分国防军与农业生产部队，原十七师除组成1个国防步兵团、2个军分区、1个生产管理部及与十六师合编1个补训团以外，其余部队接收军区八一农场，组成农业第十七师。1953年6月5日，十七师更名为中国人民解放军新疆农业建设第六师。1953年冬，第六师师部迁至五家渠。1954年10月，新疆军区生产建设兵团成立，农六师属兵团领导，全称为新疆军区生产建设兵团农业建设第六师。1975年4月，生产建设兵团撤销；5月1日，农六师撤销，部分厂矿农牧企业划归乌鲁木齐市和自治区直属外，其余移交昌吉回族自治州，原师机关组成昌吉回族自治州农垦局，受自治区农垦总局和昌吉回族自治州双重领导。1981年12月新疆生产建设兵团恢复后，农六师于1982年4月1日恢复建制，命名为新疆生产建设兵团农业建设第六师。
2002年9月，国务院批准新疆维吾尔自治区设立县级五家渠市，由新疆维吾尔自治区直辖，六师所属的一〇一团、一〇二团、一〇三团和师直五家渠的地域从原米泉市和昌吉市析出，成立五家渠市。2004年1月19日，五家渠市经自治区人民政府批准，挂牌成立，下辖3个街道办事处和一〇一团、一〇二团、一〇三团。2012年，一〇二团、一〇三团分别设立梧桐镇、蔡家湖镇。2012年12月，新疆生产建设兵团农业建设第六师更名为新疆生产建设兵团第六师。2020年12月22日，一〇一团设立青湖镇。

## 地貌气候
五家渠市位于天山山脉博格达峰的北边，准噶尔盆地的南边，东、东南、南边与乌鲁木齐市米东区接壤，西南、西、北边与昌吉市相连，南北长75千米，东西宽29千米，总面积711平方千米。五家渠市从南而北的地貌为山地、冲积平原、沙漠，主产棉花、粮食、甜菜、西瓜、哈密瓜、油料、玉米和水产、禽蛋、肉类。 
五家渠市属中温带大陆性气候，深居亚欧大陆腹地，干旱低温，昼夜温差大，春秋季节不明显，冬寒夏热。2019年，五家渠市平均气温7.1℃。五家渠市的水资源补给主要来自于两种方式，分别为天然河道和跨流域调水工程。其中天然河道包括乌鲁木齐河、头屯河、老龙河、黑水桥河等，1956年到2005年，平均入境水量近1.3亿立方米。而随着引额济克（乌）工程的实施，工程分配给五家渠市的水量超过1.2亿立方米，乌鲁木齐河和头屯河两大水系不再为五家渠市分水。

## 资源
五家渠市环境适宜动植物生存。野生植物有针叶乔木3种：西伯利亚落叶松、樟子松、侧柏；落叶阔叶乔木42种，主要有白杨、胡杨、白榆、大叶白蜡、新疆小叶白蜡等；灌木和半灌木树种21种，主要有梭梭、琵琶柴、红柳、沙拐枣、沙棘、铃铛刺、白刺、野蔷薇、狼牙刺、盐穗木、盐爪爪、盐节木、无叶假木贼等；草本植物65种，主要有草木樨、滨藜、苦豆子等；水生植物8种，主要有金鱼藻、达香蒲、芦苇、水葱等。野生动物划分为7纲：爬行纲至少8种：花脊游蛇、东方沙蟒、快步麻蜥、隐耳漠虎、新疆漠虎、灰弯脚虎、奇台沙蜥、新疆岩蜥等；鱼纲22种，其中土著鱼类10种，外来引进或入侵物种占55%；鸟纲225种，其中国家一级重点保护动物5种：玉带海雕、白尾海雕、金雕、黑鹳、大鸨，国家二级重点保护动物36种，如角䴙䴘、白鹈鹕、卷羽鹈鹕、白琵鹭、大天鹅、黑鸢、白尾鹞、雀鹰等；腹足纲1种：螺蛳；软甲纲1种：南美白对虾。
2019年，五家渠市水资源径流量12.9亿立方米，其中地表水资源8.1亿立方米，地下水资源4.8亿立方米，25座水库总容量2.5亿立方米，总用水量中农业灌溉用水9.86亿立方米，工业、生活及城市绿化用水1.06亿立方米。境内矿藏资源主要有煤、石油、石灰石、铁、铜、石墨、黄土、盐、芒硝、陶瓷黏土、油页岩、锌、石英砂、叶蜡石、膨润土、石膏、黄金、云母、玉石、紫砂、乌砂、水晶、珍珠岩、硫磺、白矾、硼砂、天然沥青等40多种。 

## 行政区划
五家渠市下辖3个街道办事处、3个镇、1个类似乡级单位的经济技术开发区：
军垦路街道、青湖路街道、人民路街道、一〇二团梧桐镇、一〇三团蔡家湖镇、一〇一团青湖镇、五家渠经济技术开发区。
| 统计用区划代码 | 名称                 | 下辖区划                                                                                            | 备注                                                          |
| -------------- | -------------------- | --------------------------------------------------------------------------------------------------- | ------------------------------------------------------------- |
| 659004001000   | 军垦路街道           | 军垦南路社区、前进西街社区、振兴街社区、向阳路社区、天山北路社区、军垦北路社区、西林路社区          |                                                               |
| 659004002000   | 青湖路街道           | 天山南路社区、猛进社区、龙河湾社区、友谊路社区                                                      |                                                               |
| 659004003000   | 人民路街道           | 青湖南路社区、东城社区、龙泉社区、北海东街社区                                                      |                                                               |
| 659004100000   | 梧桐镇               | 团结路社区、幸福路社区、子弟路社区、龙泉路社区、晋援路社区 一连、二连、三连、四连、五连、六连、七连 | 与一〇二团实施团镇合一                                        |
| 659004101000   | 蔡家湖镇             | 香甜路社区、胜利街社区、团结街社区 一连、二连、三连、五连、六连、七连、八连、九连、十连、十二连     | 与一〇三团实施团镇合一                                        |
| 659004102000   | 青湖镇               | 南泉社区、克拉玛依西街社区 一连、二连、三连、四连、五连、冯家坝                                     | 与五家渠青湖生态经济开发区实施区团合一 与一〇一团实施团镇合一 |
| 659004501000   | 五家渠经济技术开发区 | 园区虚拟社区                                                                                        |                                                               |

## 经济人口
2020年，五家渠市实现地域生产总值194.78亿元人民币，第一产业增加值10.77亿元人民币，第二产业增加值135.37亿元人民币（其中工业增加值113.63亿元；建筑业增加值21.74亿元），第三产业增加值48.64亿元。全年城镇常住居民人均可支配收入43265元人民币，连队常住居民人均可支配收入23721元人民币。
2020年，五家渠市有旅游等级景区9个，旅游星级饭店8家，旅行社6家，全年接待游客133.97万人次，旅游综合收入4.29亿元人民币。
2015年末，五家渠市总人口12.56万人，其中男性6.43万人，女性6.13万人。2019年末，五家渠市有各类学校74所，在校学生50397人，教职工4718人（其中专职教师3620人），毕业生13408人，小学适龄儿童入学率100%，初中适龄人口入学100%。
2020年末，根據全國第七次人口普查統計數字顯示：全市常住人口为141065人。